# Протопопов, Николай Иванович
Николай Иванович Протопопов (1853 — не ранее 1917) — русский военный деятель. Генерал от инфантерии (1916). Герой Первой мировой войны. Участник Русско-турецкой войны.

## Биография
Образование получил в Императорском Константиновском межевом институте. В 1872 году вступил в службу юнкером в Николаевское инженерное училище. В 1875 году выпущен подпоручиком в 1-й Кавказский сапёрный батальон. В 1877 году произведён в поручики. Участник Русско-турецкой войны.
В 1881 году произведён в штабс-капитаны.  В 1887 году после окончания Николаевской академии Генерального штаба по 1-му разряду произведён в капитаны. С 1888 года старший адъютант штаба 37-й пехотной дивизии. С 1891 года офицер для поручений при штабе Войск Гвардии и Петербургского военного округа. В 1892 году произведён в подполковники ГШ и назначен штаб-офицером для особых поручений при штабе 1-го армейского корпуса. С 1894 года штаб-офицер при управлении 50-й пехотной резервной бригады.
В 1896 году произведён в полковники.  В 1897 году отбывал цензовое командование батальоном в 200-м пехотном Александро-Невском полку. C 1902 года военный агент в Болгарии.
В 1903 году произведён в генерал-майоры. С 1904 года окружной генерал-квартирмейстер штаба Виленского военного округа. С 1907 года помощник начальника Главного управления казачьих войск по военной части. В 1909 году произведён в генерал-лейтенанты с назначением начальником штаба Московского военного округа. С 1912 года начальник 31-й пехотной дивизии.

Участник Первой мировой войны, командир  10-го армейского корпуса. 25 сентября 1914 года награждён Орденом Святого Георгия 4-й степени: 
За отличие в делах против немецкой неприятельской армии
В 1916 году произведён в генералы от инфантерии с назначением помощником командующего войсками Московского военного округа. В 1917 году уволен в отставку с мундиром и пенсией.

## Награды
- Орден Святого Станислава 3-й степени с мечами и бантом  (1878)
- Орден Святой Анны 4-й степени «За храбрость»  (1877)
- Орден Святой Анны 3-й степени с мечами и бантом  (1877)
- Орден Святого Владимира 4-й степени с мечами и бантом (1877)
- Орден Святого Станислава 2-й степени с мечами  (1878)
- Орден Святой Анны 2-й степени  (1889)
- Орден Святого Владимира 3-й степени (1899)
- Орден Святого Станислава 1-й степени  (1905)
- Орден Святой Анны 1-й степени  (1909)
- Орден Святого Владимира 2-й степени  (1913)
- Орден Святого Георгия 4-й степени  (1914)
- Орден Белого орла с мечами (1915)
- Орден Святого Александра Невского с мечами (1916)